# Tom Sawyer, a detektív
A Tom Sawyer, a detektív Mark Twain amerikai író 1896-os regénye. Magyarországon az 1894-ben írt Tom Sawyer léghajón című regénnyel együtt jelent meg.

## Szereplők
- Tom Sawyer
- Huckleberry Finn
- Sally néni, Tom Sawyer nagynénje
- Silas Phelps tiszteletes, Tom Sawyer nagybátyja
- Jake Dunlap, a rég nyoma veszett betörő
- Brace Dunlap, Phelps tiszteletes szomszédja, Jake bátyja
- Jubiter Dunlap, Jake ikertestvére[1]
- Hall Clayton, gyémánttolvaj
- Bud Dixon, gyémánttolvaj
- Benny, Phelps tiszteletes lánya
- Polly néni, Tom másik nagynénje

## Cselekmény
|  | Alább a cselekmény részletei következnek! |

Tom Sawyer és Huckleberry Finn vakációzni mennek Arkansasba Tom nagybátyja, Silas Phelps tiszteletes birtokára. Útközben a gőzhajón találkoznak a tiszteletes szomszédja, Brace Dunlap öccsével, Jake Dunlappel, akiből gyémánttolvaj lett, és a lopott ékkövekkel meglépett két társa elől. Mindent elmesél a két fiúnak, majd, miután rájön, hogy üldözik, leszökik a hajóról. A társai utánaerednek.
Tom és Huck hazafelé tartanak, és kiáltozást hallanak a fügefaligetben, majd meglátnak egy embert elősétálni Jake Dunlap álruhájában. Nemsokára megölik Jubiter Dunlapet, Jake ikertestvérét. Tom és Huck a hullája után kutatnak, és megtalálják, de Phelps tiszteletest gyanúsítják, és le is tartóztatják. A tárgyaláson Tom rájön a megoldásra: a fügefaligetben Jake Dunlapet gyilkolták meg a társai, de mielőtt megkaparinthatták volna a hullánál lévő gyémántokat, Brace és Jubiter Dunlap elkergették őket. Jubiter felvette a halott álruháját, a hullát pedig elásták Jubiter Dunlapnek öltöztetve. Brace Dunlap ezután Phelps tiszteletes ruhájában elásta a hullát és a tárgyalás előtt lefizetett hat tanút, hogy a tiszteletes ellen valljanak, mert korábban megpróbálta feleségül venni a tiszteletes lányát, de az nem ment hozzá, és ezt akarta megbosszulni.
Tom Sawyer pedig megtalálja a gyémántokat a süketnémának öltözött Jubiter Dunlap csizmájában.
|  | Itt a vége a cselekmény részletezésének! |

## Magyar kiadások
- Tamás úrfi mint detektív. Elbeszéli Huck Finn; ford. Halász Gyula, ill. Pólya Tibor; Athenaeum, Bp., 1920
- Tamás úrfi mint detektív, 1922, Atheneum Kiadó, ford. Halász Gyula, ill. Pólya Tibor
- Tom Sawyer mint detektív, 1954, Ifjúsági Könyvkiadó, fordító: Halász Gyula
- Tom Sawyer mint detektív, 1956, Ifjúsági Könyvkiadó, fordító: Halász Gyula
- Tom Sawyer léghajón; ford. Révbíró Tamás / Tom Sawyer, a detektív; ford. Dezsényi Katalin; Móra, Bp., 1985
- Tom Sawyer, a mesterdetektív; ford. Guthy Béla; Fátum-ars, Bp., 1994

A kiadások nagy része a Tom Sawyer léghajón című Twain-kisregénnyel együtt jelent meg.